# Мар'янівка (Устинівська селищна громада)
Мар'я́нівка —  село в Україні, в Устинівській селищній громаді Кропивницького району Кіровоградської області. Населення становить 340 осіб.

## Населення
Згідно з переписом УРСР 1989 року чисельність наявного населення села становила 353 особи, з яких 169 чоловіків та 184 жінки.
За переписом населення України 2001 року в селі мешкало 340 осіб.

### Мова
Розподіл населення за рідною мовою за даними перепису 2001 року:
| Мова       | Відсоток |
| ---------- | -------- |
| українська | 91,47 %  |
| російська  | 4,41 %   |
| молдовська | 2,65 %   |
| білоруська | 1,18 %   |
| болгарська | 0,29 %   |